# Národní agentura pro podvodní a námořní činnost
Národní agentura pro podvodní a námořní činnost (anglicky National Underwater and Marine Agency, zkratkou NUMA) je americká nevládní nezisková organizace, která se zabývá lokalizací a archeologickým studiem historicky významných vraků lodí, letadel atd. Založena byla v roce 1979 spisovatelem Clivem Cusslerem, který o ni už předtím psal ve svých románech a vedl ji až do své smrti v roce 2020. V románech Cliva Cusslera šlo o profesionální americkou vládní organizaci s mnoha svýzkumnými plavidly a vybavením na špičkové úrovni, námořní ekvivalent NASA. V reálu je poněkud skromnější, nevládní a financovaná z největší části z licenčních poplatků z knih svého zakladatele.